# ORWO

Logo ORWO

ORWO – znak towarowy, pod którym część zakładów chemicznych koncernu AGFA pozostała po II wojnie światowej na terenie NRD, produkowała od roku 1964 materiały fotochemiczne (błony, papiery i odczynniki) oraz taśmy magnetofonowe.
Nazwa ORWO to skrótowiec wyrazów „Original Wolfen” – siedzibą firmy było miasto Wolfen w powiecie Bitterfeld we wschodnich Niemczech. Firma powstała w roku 1909 i po II wojnie światowej podjęła produkcję jako państwowa firma „Agfa Wolfen”. Znakiem tym posługiwała się do roku 1964, kiedy arbitraż międzynarodowy rozstrzygnął, iż marka Agfa używana być może tylko przez przedsiębiorstwa związane z Agfą na terenie Niemiec Zachodnich.
Kolorowy film fotograficzny ORWO był używany głównie w krajach socjalistycznych, zarówno w fotografii jak i kinematografii. Film kolorowy ORWO charakteryzował się niską czułością oraz dość szybką degradacją kolorów po latach archiwizowania. Fotografie oraz filmy z upływem czasu częściowo traciły kolory, zwłaszcza barwę cyjanową, przez co stawały się czerwone. Pierwszym polskim filmem kolorowym nakręconym na taśmie ORWO był film pod tytułem Lotna, który miał premierę w 1959 roku. Film został zrekonstruowany cyfrowo w 2011. Komputerowa technika rekonstrukcji cyfrowej pozwala na przywrócenie oryginalnych kolorów uszkodzonym filmom i fotografiom, co wykorzystywane jest w celach archiwizacji. Na przełomie lat 70. i 80. XX wieku w Polsce Ludowej ponad 300 tys. kolorowych fotografii na filmach ORWO właśnie wykonali profesjonalni fotograficy Krajowej Agencji Wydawniczej. Tylko nieliczne z nich wykorzystano do produkcji pocztówek i albumów, ale wszystkie zachowały się w warszawskim archiwum jako negatywy, pozytywy, diapozytywy i stykówki. Fotografie te przedstawiają inwestycje dokonywane w Polsce, takie jak m.in. osiedla mieszkaniowe czy fabryki, a także inne atrakcje kraju, takie jak teatry, dworce kolejowe, zabytki, kościoły, pałace oraz krajobrazy.
Kolorowe błony fotograficzne („filmy”, „klisze”) ORWO były sprzedawane także w Wielkiej Brytanii dopiero od lat 70., jako tańsza alternatywa. Jednak nieprzestawienie się aż do upadku NRD na popularny później w krajach zachodnich proces C-41 (mimo planów) – spowodował stratę klientów.
Marka ORWO, mimo upadku i bankructw nadal istnieje, m.in. FilmoTec GmbH produkuje filmy czarno-białe (do kamer) oraz błony fotograficzne (klisze czarno-białe) na potrzeby fotografii.

## Galeria

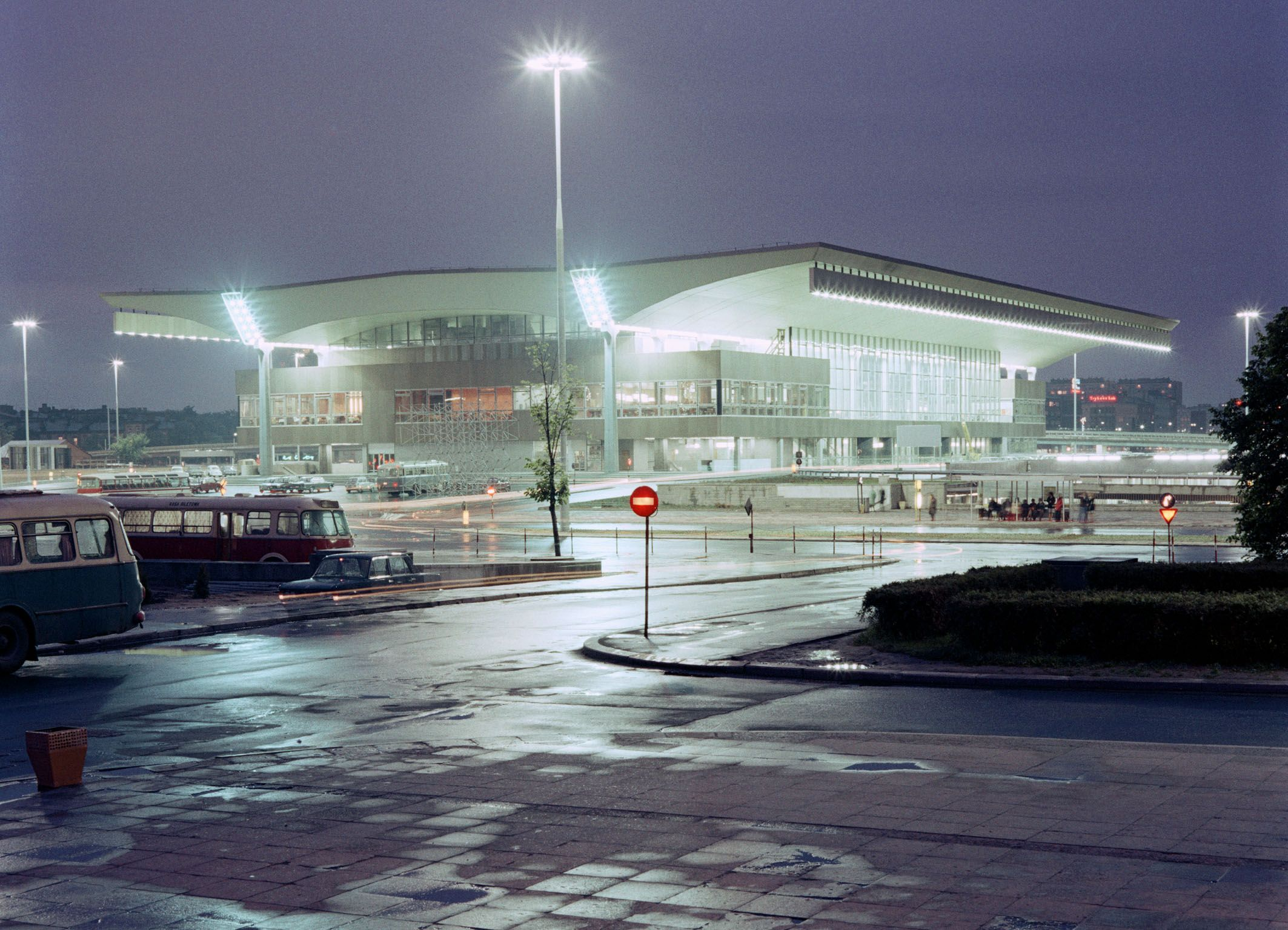
Fotografia barwna (diapozytyw) ORWO z 1975, przedstawiająca nowo otwarty Warszawski Dworzec Centralny
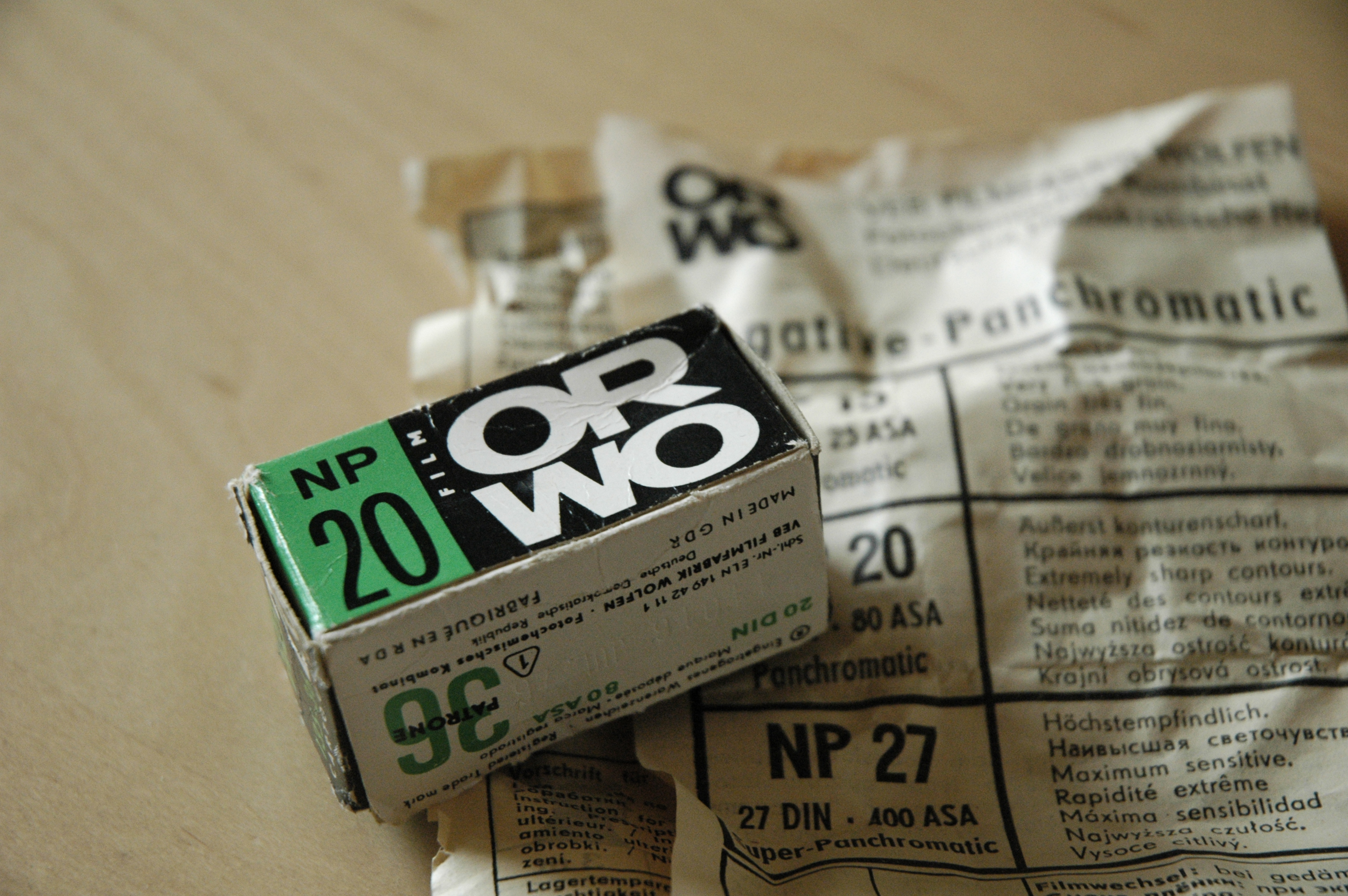
Film ORWO (małoobrazkowy w kasecie, 36 klatek, negatywowy, monochromatyczny (panchromatyczny), 20 DIN) (<1980)
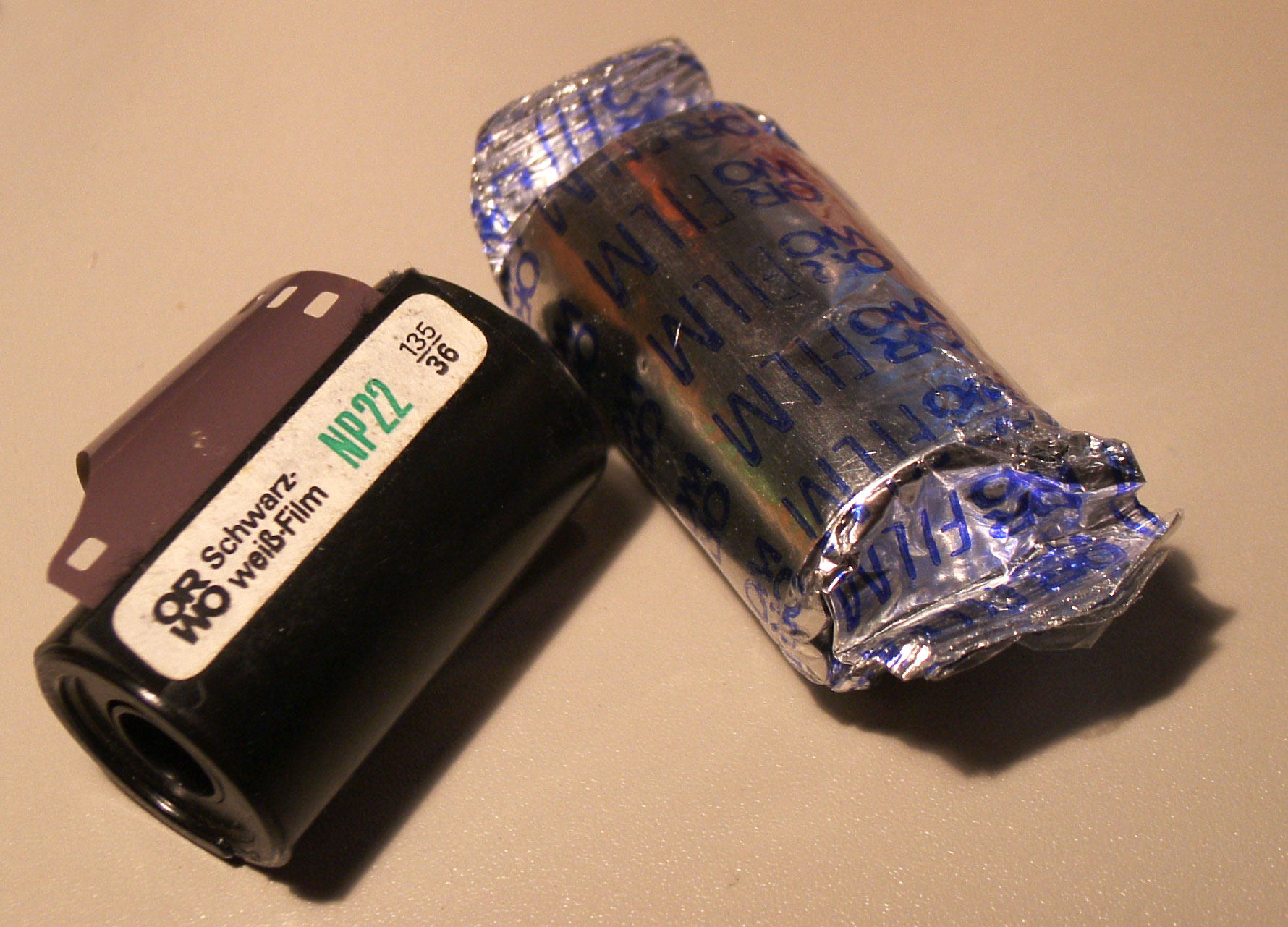
ORWO NP22 (<1990)
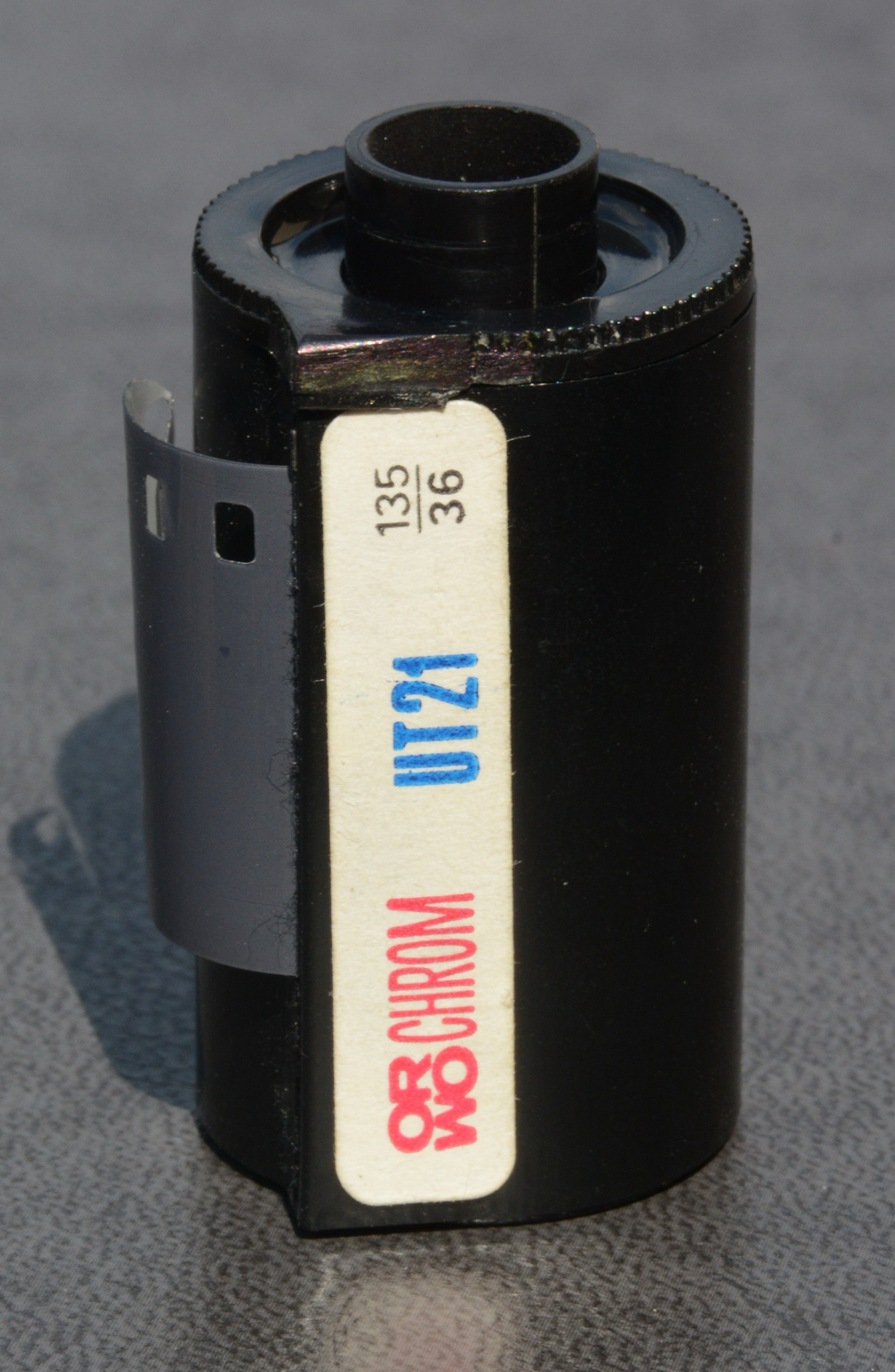
ORWO CHROM UT21 – 135 film (<1990)
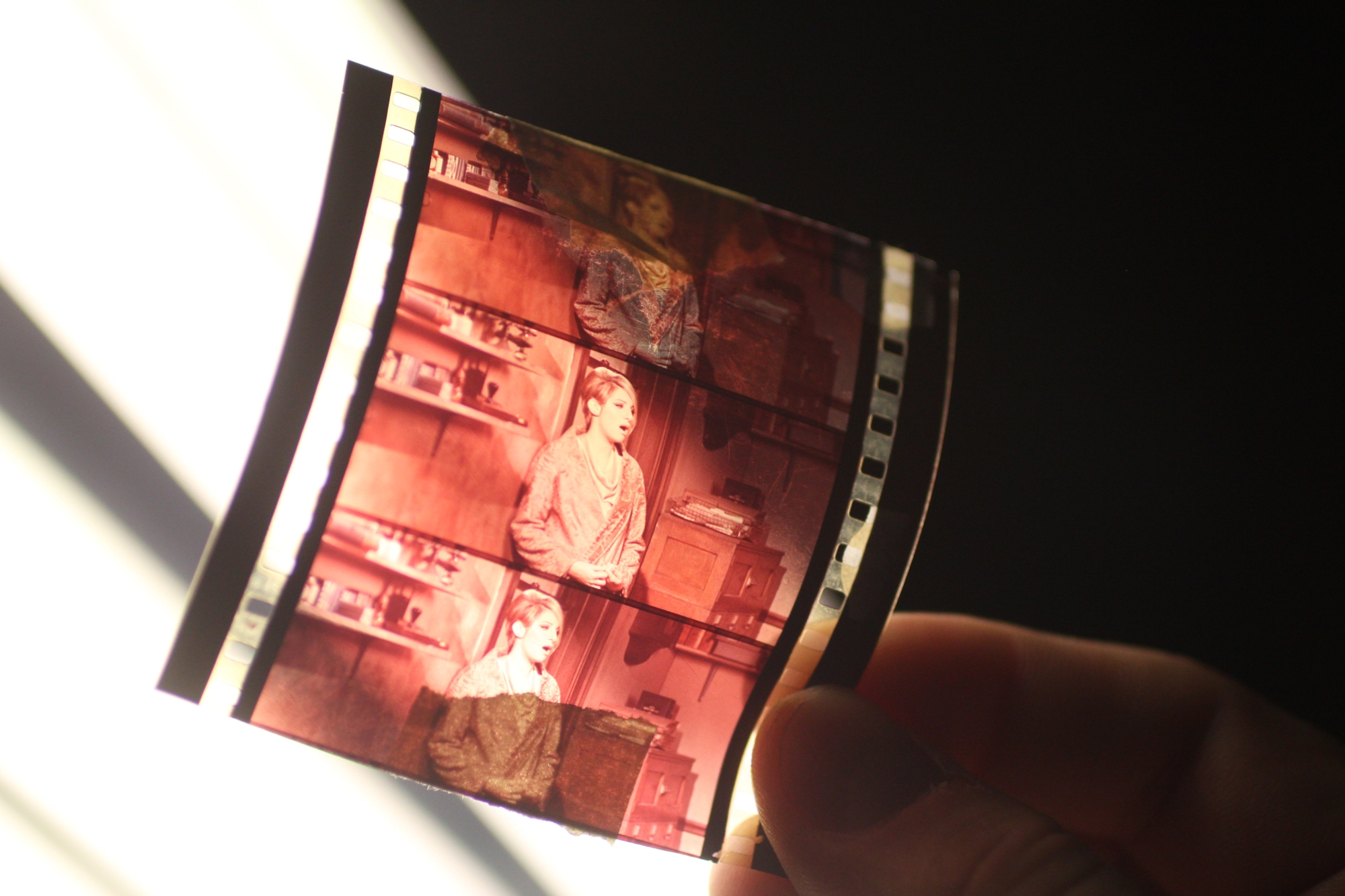
Perforowany film ORWO (70 mm) (<1990)
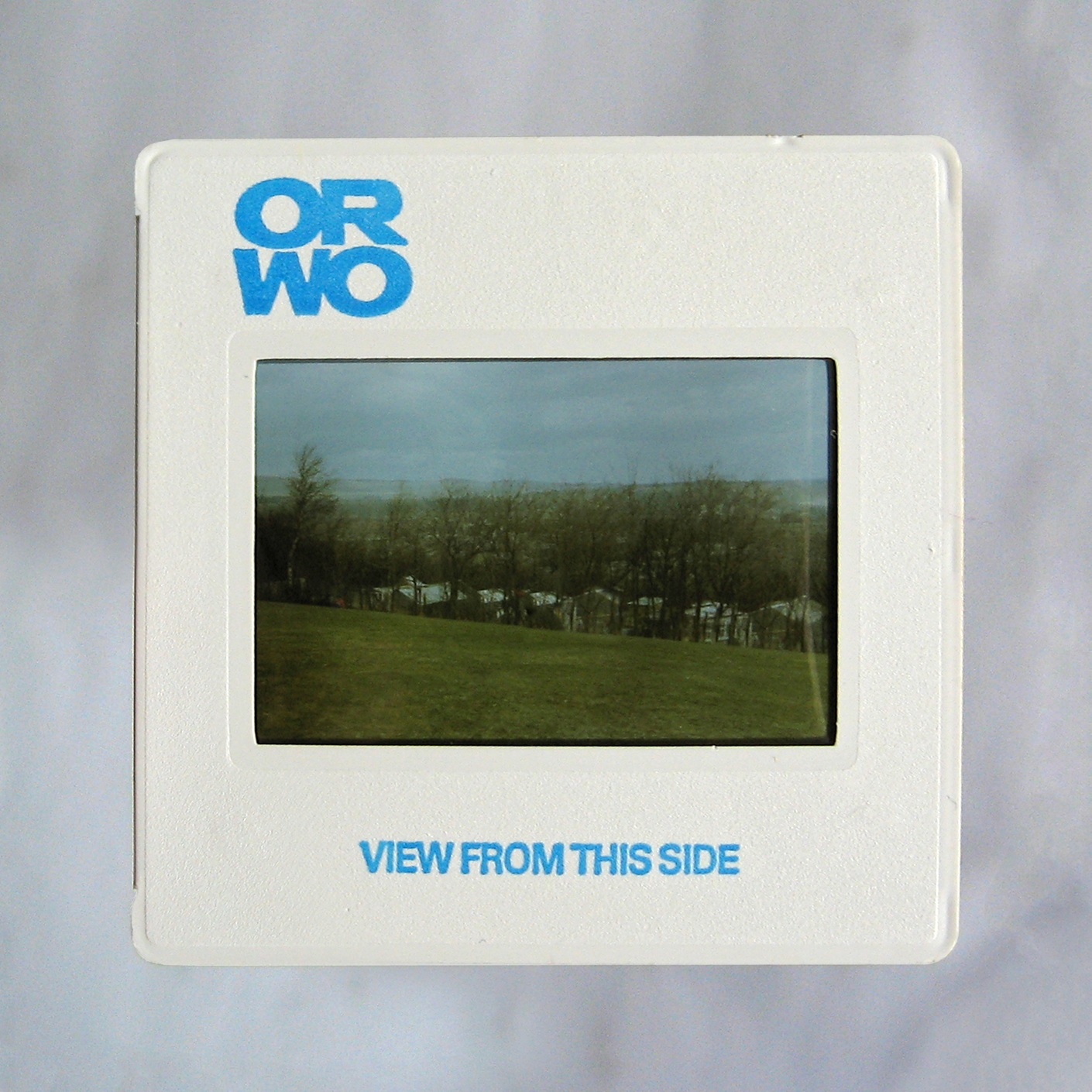
ORWO CHROM (<1990)
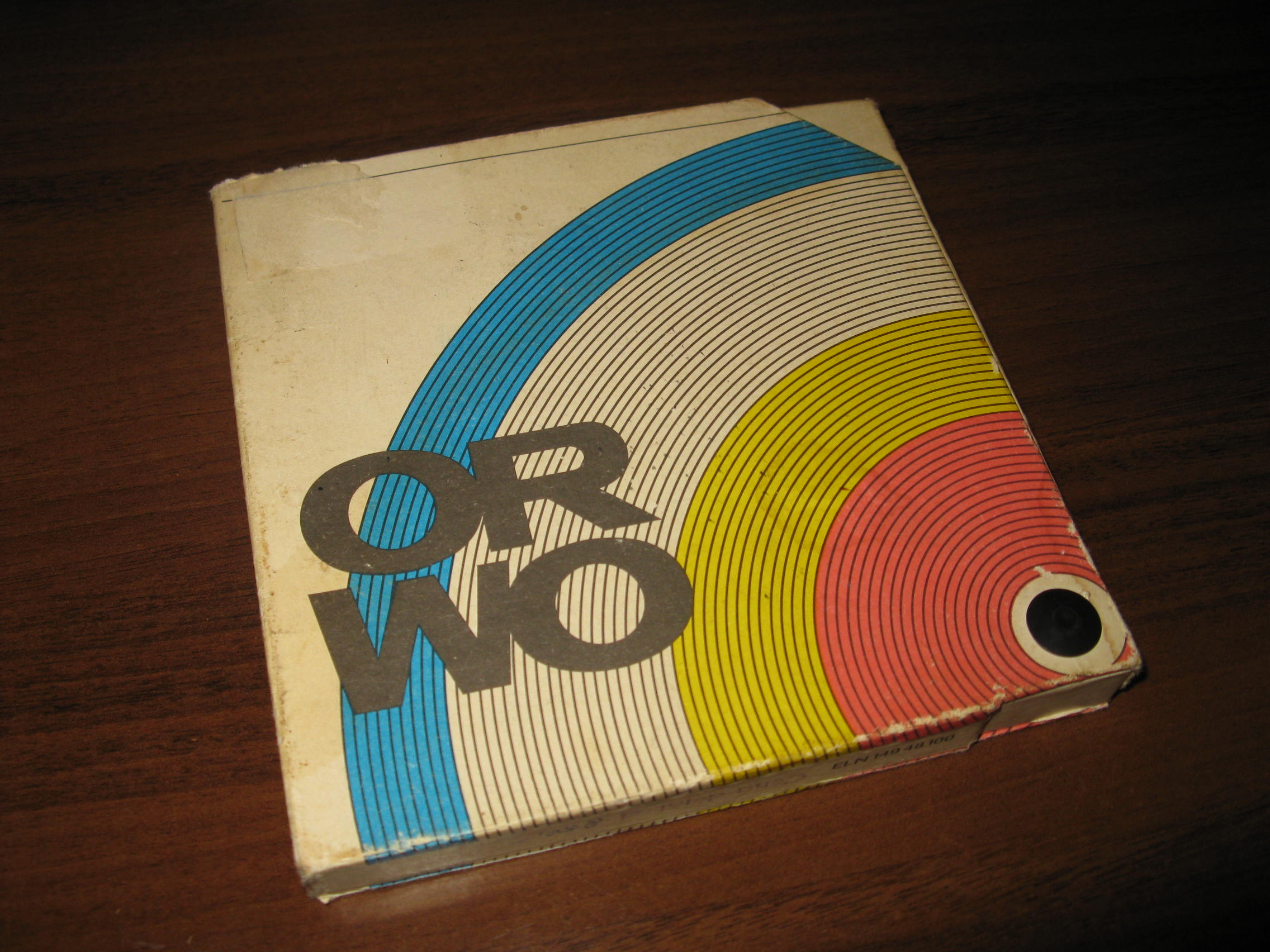
Taśma magnetofonowa ORWO (<1990)
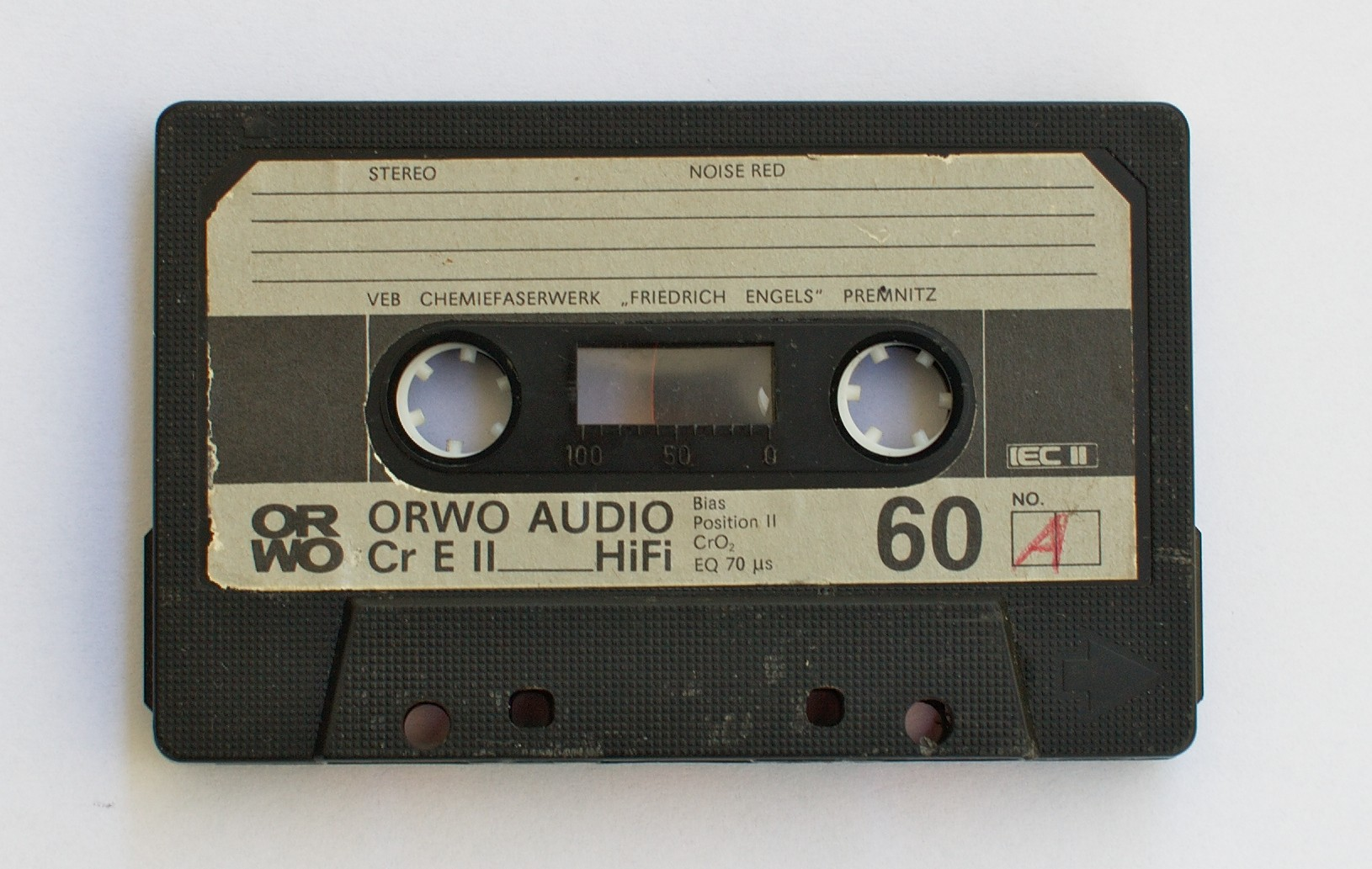
Kaseta magnetofonowa ORWO (<1990)
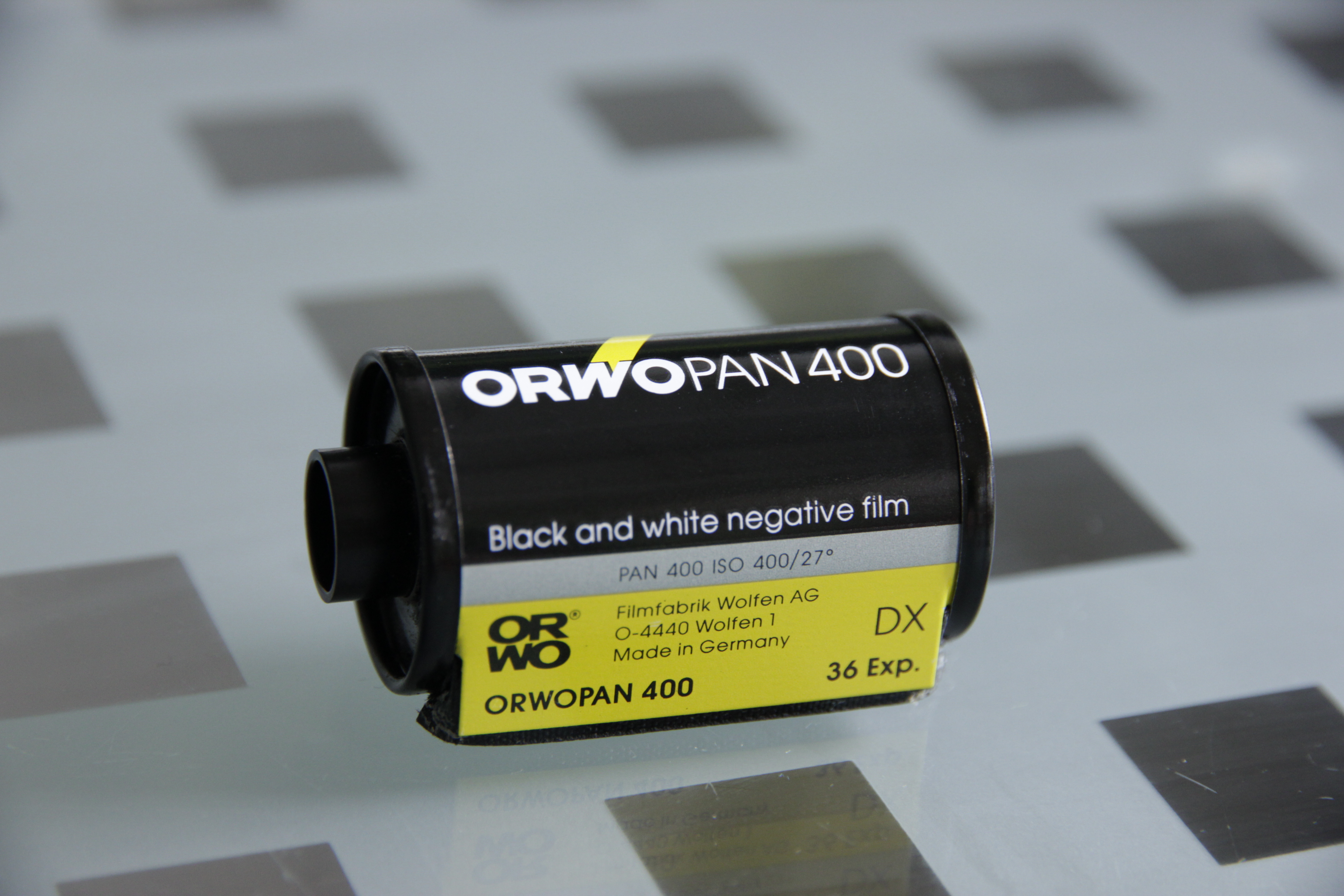
ORWO PAN 400 (< 1994)
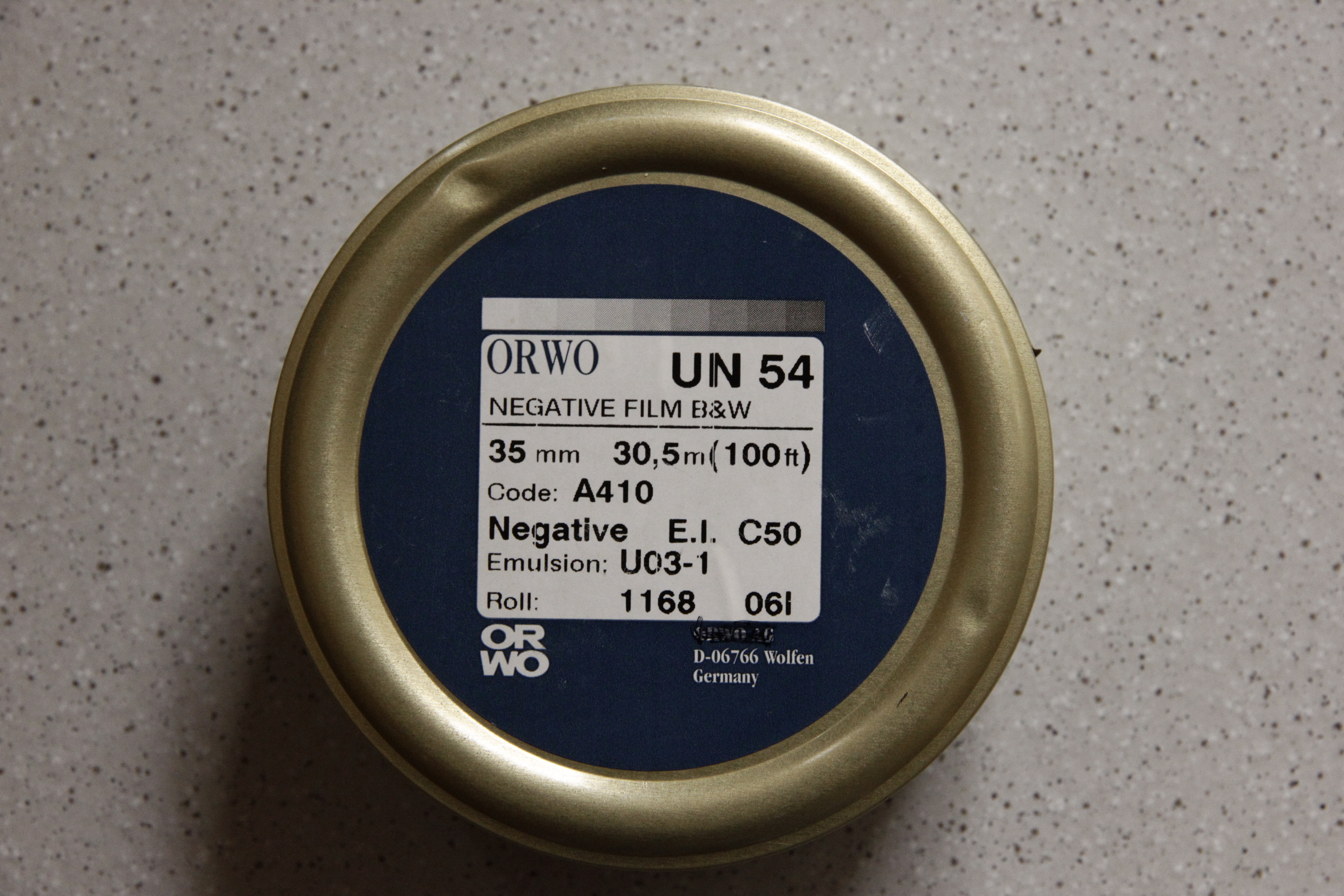
ORWO UN 54 (ORWO FilmoTec GmbH,2016)